# Леобенски уговор
Леобенски уговор (фр. Traité de Leoben) био је прелиминарни мировни уговор, који је потписан 18. априла 1797. године у штајерском граду Леобену, између представника Француске републике и Хабзбуршке монархије. Потписивањем овог уговора, окончано је хабзбуршко учешће у петогодишњем Рату прве коалиције (1792-1797), који је вођен против револиционарне Француске. Ратификација је извршена 24. маја, чиме је уговор ступио на снагу.
До склапања уговора је дошло услед низа француских победа и хабзбуршких пораза, након чега је склопљено примирје, ради отпочињања мировних преговора. Кључну улогу у преговорима одиграо је генерал Наполеон Бонапарта, који је представљао Француску републику. Леобенски уговор је имао привремени карактер, а садржао је јавне и тајне одредбе. Хабзуршка монархија се јавно одрекла својих низоземских и ломбардијских поседа у корист Француске и њених савезника, а за узврат је добила низ територијалних компензација на рачун Млетачке републике.
Тајним одредбама Леобенског уговора било је предвиђено да ће Хабзуршка монархија након склапања коначног мира добити већи део млетачког залеђа (осим града Венеције), као и целокупно подручје Млетачке Истре и Млетачке Далмације. Привремени карактер уговора је обавезивао обе стране да у наредном периоду приступе даљим преговорима у циљу закључивања коначног мировног споразума.
Тај процес се током наредних месеци непланирано одужио, пошто је на француској страни дошло до размимоилажења поводом даљих корака. Иако је из Париза добио инструкције да анулира Леобенски уговор и упути ултиматум Хабзбурговацима, генерал Наполеон Бонапарта је наставио преговоре, који су окончани 17. октобра 1797. године, потписивањем Кампоформијског мира.

## Последице по Млетачку републику
Иако није предвиђао потпуно укидање древне Млетачке републике, Леобенски уговор је довео до тешких последица по ту државу, пошто је садржао одредбе о радикалној редукцији млетачког државног подручја. У намери да изазову политички преврат у Венецији, Французи су непосредно након склапања Леобенског уговора извршили додатни политички притисак на млетачку владу, што је већ средином маја исте године довело до слома старог аристократског режима и успостављања нове (грађанске) власти, која је била оличена у привременој влади. Ту промену је одмах искористила Хабзбуршка монархија, која је већ током лета 1797. године (уз позивање на тајне одредбе Леобенског уговора) извршила војно запоседање Млетачке Истре и Млетачке Далмације.

## Питање Млетачке Албаније
Иако је садржао одредбе о промени статуса Млетаче Истре и Млетачке Далмације, Леобенски уговор није садржао изричити помен тадашње Млетачке Албаније, која је обухватала Боку которску. Стога је већ током летњих месеци 1797. године дошло до појаве извесних недоумица и различитих тумачења по питању будућег статуса поменуте територије. Хабзбуршка страна је сматрала да се под ширим појмом Млетачке Далмације подразумева и подручје Боке которске, док је француска страна накнадно покушала да оспори такво тумачење, ради вршења додатног дипломатског притиска на бечки двор. То питање је коначно решено у тексту Кампоформијског мировног споразума (17. октобар 1797. године), у складу са хабзбуршким претензијама.